# Svizzera ai VI Giochi olimpici invernali
La Svizzera partecipò ai VI Giochi olimpici invernali, svoltisi a Oslo, Norvegia, dal 14 al 25 febbraio 1952, con una delegazione di 55 atleti impegnati in sette discipline.

## Medagliere

### Per discipline
| Sport  | Oro | Argento | Bronzo | Totale |
| ------ | --- | ------- | ------ | ------ |
| Bob    | 0   | 0       | 2      | 2      |
| Totale | 0   | 0       | 2      | 2      |

### Medaglie
| Medaglia | Atleta                                                        | Sport | Evento                 |
| -------- | ------------------------------------------------------------- | ----- | ---------------------- |
| Bronzo   | Fritz Feierabend Stephan Waser                                | Bob   | Bob a due maschile     |
| Bronzo   | Fritz Feierabend Albert Madörin André Filippini Stephan Waser | Bob   | Bob a quattro maschile |